# High-Speed Downlink Packet Access
High-Speed Downlink Packet Access（HSDPA）は第3世代移動通信システム (3G) 通信プロトコルの一種でHSPAファミリーの1つであり、Universal Mobile Telecommunications System (UMTS) に基づくネットワークのデータ転送速度と容量を改善する。3.5G、3G+、turbo 3G などとも。HSDPAのサポートする下り転送速度は 1.8/3.6/7.2/14.4Mbit/s である。HSPA+ではさらに高速なデータ転送を実現しており、DC-HSDPAでは下り最大42Mbit/s、UMTS Release 9 では下り最大84Mbit/sとなっている。

## テクノロジー

### HS-DSCH チャネル
UMTS release 5 で、HSDPAのために新たなトランスポート層 High-Speed Downlink Shared Channel (HS-DSCH) が追加された。その実装のために3つの新たな物理層チャネル HS-SCCH、HS-DPCCH、HS-PDSCH も導入された。High Speed-Shared Control Channel (HS-SCCH) はユーザーに対して HS-DSCH でデータを送ることを2スロット前に通知する。High Speed-Dedicated Physical Control Channel (HS-DPCCH) は上りのチャネルで、肯定応答情報とユーザーの CQI (Channel Quality Indicator) を送る。CQIは基地局側でそのユーザー機器に次の転送でどれだけのデータを送るかの計算に使う。High Speed-Physical Downlink Shared Channel (HS-PDSCH) は上位の HS-DSCH トランスポート・チャネルにマッピングされていて、実際のユーザーデータの転送を行う。

### ハイブリッド自動再送要求 (HARQ)
データは誤り検出訂正ビットと共に送られる。従って小さな誤りは再送しなくとも訂正可能である。詳しくは前方誤り訂正を参照。
再送が必要な場合ユーザー機器はそのパケットをセーブし、後に再送されたパケットと組み合わせて誤りのないパケットを可能な限り効率的に復元する。再送したパケットも壊れていたとしても、2つのパケットを組み合わせることで誤りのないパケットを構築できる。再送パケットは元のパケットと同一の場合（チェイス合成法で復元）と最初とは異なる場合（IR (incremental redundancy) 法で復元）がある。
再送は無線ネットワークコントローラではなく基地局から行われるので、再送にかかる時間が改善されている。

### 高速パケットスケジューリング
HS-DSCH下りチャネルは、無線の状態に合わせて最適になるよう調整したスケジューリングで複数ユーザーで共有する。各ユーザー機器は下り信号品質を毎秒500回ほど定期的に通知している。全ての機器からのそういった情報を使い、基地局が次の2msのフレームでどのユーザーにどれだけデータを送るかを決める。下り信号品質が高いユーザーほど多くのデータを送ることができる。
HSDPAユーザーに割り当てられるチャネライゼーションコード・ツリーの量、すなわちネットワーク帯域幅はネットワークが決定する。この割り当ては「半静的」で、運用中に変更可能だが、フレーム単位に変更できるわけではない。HSDPAユーザーへの帯域幅割り当てと非HSDPAユーザーの音声への帯域幅の割り当てはトレードオフの関係にある。チャネライゼーションコードの割り当て単位は16分割（拡散率が16）であり、HSDPAは16のうちの15まで割り当てられる。基地局が次のフレームをどのユーザーに割り当てるか決める際、各ユーザーにどのチャネライゼーションコードを割り当てるかも決める。この情報はユーザー機器に対して1つ以上の "scheduling channels" で送られる。それらのチャネルはHSDPAの一部ではなく、別個に割り当てられるものである。したがってある2msフレームにおいて、複数のユーザー向けのデータが別々のチャネライゼーションコードを使って同時に送られる。ある2msフレームでデータを受け取るユーザーの最大数は、割り当てられたチャネライゼーションコードの数で決まる。これとは対照的に CDMA2000 1xEV-DO では、データは一度に1人のユーザーにしか送られない。

### 適応変調符号化
変調と符号化の方式は、ユーザー毎の信号品質やセル使用率によって変えられる。初期状態では四位相偏移変調 (QPSK)だが、無線の状態がよければ16QAMと64QAMでデータのスループットを劇的に向上させることができる。5つの符号割り当ての場合、QPSKでは最大 1.8Mbit/s、16QAMでは最大 3.6Mbit/s のピーク性能となる。さらに符号を割り当てる（10, 15など）ことによってデータ転送レートが向上し、ネットワークのスループットが向上する。

### その他
HSDPAはUMTS Release 5 からその規格の一部となっており、上りリンクを最大 384 kbit/s まで向上させる改良も伴っている。それまでは最大 128 kbit/s だった。
データ転送レートの向上と同時に、HSDPAではレイテンシが短縮されており、結果としてアプリケーションのラウンドトリップタイムが改善されている。
3GPPのその後の規格では HSPA+ がリリースされ、64QAM、MIMO、2つの5MHz搬送波を同時に使用するデュアルセルHSDPAなどの追加でデータ転送レートをさらに向上させている。

## HSDPA ユーザー機器 (UE) のカテゴリー
HSDPAは異なるデータ速度の様々なバージョンで構成されている。次の表は 3GPP TS 25.306 の release 9 版の表 5.1a に基づいており、機器クラス毎の最大速度とそれをどういう機能の組み合わせで実現しているのかを示したものである。2009年時点の最も一般的な機器はカテゴリー6（3.6Mbit/s）からカテゴリー8（7.2Mbit/s）のものだった。
| プロトコル      | 3GPP Release | カテゴリー | HS-DSCH 符号の 最大数 | 変調方式 | MIMO、デュアルセル   | 最大データ転送レート での符号化率 | 最大データ転送レート [Mbit/s] |
| --------------- | ------------ | ---------- | --------------------- | -------- | -------------------- | --------------------------------- | ----------------------------- |
| HSDPA           | Release 5    | 1          | 5                     | 16-QAM   |                      | .76                               | 1.2                           |
| HSDPA           | Release 5    | 2          | 5                     | 16-QAM   |                      | .76                               | 1.2                           |
| HSDPA           | Release 5    | 3          | 5                     | 16-QAM   |                      | .76                               | 1.8                           |
| HSDPA           | Release 5    | 4          | 5                     | 16-QAM   |                      | .76                               | 1.8                           |
| HSDPA           | Release 5    | 5          | 5                     | 16-QAM   |                      | .76                               | 3.6                           |
| HSDPA           | Release 5    | 6          | 5                     | 16-QAM   |                      | .76                               | 3.6                           |
| HSDPA           | Release 5    | 7          | 10                    | 16-QAM   |                      | .75                               | 7.2                           |
| HSDPA           | Release 5    | 8          | 10                    | 16-QAM   |                      | .76                               | 7.2                           |
| HSDPA           | Release 5    | 9          | 12                    | 16-QAM   |                      | .70                               | 10.1                          |
| HSDPA           | Release 5    | 10         | 15                    | 16-QAM   |                      | .97                               | 14.4                          |
| HSDPA           | Release 5    | 11         | 5                     | QPSK     |                      | .76                               | 0.9                           |
| HSDPA           | Release 5    | 12         | 5                     | QPSK     |                      | .76                               | 1.8                           |
| HSPA+           | Release 7    | 13         | 15                    | 64-QAM   |                      | .82                               | 17.6                          |
| HSPA+           | Release 7    | 14         | 15                    | 64-QAM   |                      | .98                               | 21.1                          |
| HSPA+           | Release 7    | 15         | 15                    | 16-QAM   | MIMO                 | .81                               | 23.4                          |
| HSPA+           | Release 7    | 16         | 15                    | 16-QAM   | MIMO                 | .97                               | 28.0                          |
| HSPA+           | Release 7    | 19         | 15                    | 64-QAM   | MIMO                 | .82                               | 35.3                          |
| HSPA+           | Release 7    | 20         | 15                    | 64-QAM   | MIMO                 | .98                               | 42.2                          |
| Dual-Cell HSDPA | Release 8    | 21         | 15                    | 16-QAM   | デュアルセル         | .81                               | 23.4                          |
| Dual-Cell HSDPA | Release 8    | 22         | 15                    | 16-QAM   | デュアルセル         | .97                               | 28.0                          |
| Dual-Cell HSDPA | Release 8    | 23         | 15                    | 64-QAM   | デュアルセル         | .82                               | 35.3                          |
| Dual-Cell HSDPA | Release 8    | 24         | 15                    | 64-QAM   | デュアルセル         | .98                               | 42.2                          |
| DC-HSDPA w/MIMO | Release 9    | 25         | 15                    | 16-QAM   | デュアルセル + MIMO  | .81                               | 46.7                          |
| DC-HSDPA w/MIMO | Release 9    | 26         | 15                    | 16-QAM   | デュアルセルl + MIMO | .97                               | 55.9                          |
| DC-HSDPA w/MIMO | Release 9    | 27         | 15                    | 64-QAM   | デュアルセル + MIMO  | .82                               | 70.6                          |
| DC-HSDPA w/MIMO | Release 9    | 28         | 15                    | 64-QAM   | デュアルセル + MIMO  | .98                               | 84.4                          |

16-QAM はQPSKサポートも含み、64-QAMは16-QAMとQPSKサポートを含む。最大データ転送レートは物理層でのデータ転送レートである。アプリケーション層のデータレートはIPヘッダなどを除くので、その約85%である。

## ロードマップ
HSDPAの第一フェーズは 3GPP release 5 に示された。フェーズ1では基本機能が示され、ピーク転送レート 14.4Mbit/s を目指した。新たに High Speed Downlink Shared Channels (HS-DSCH)、QPSKと16QAMの適応変調、基地局には High Speed Medium Access protocol (MAC-hs) が導入された。
HSDPAの第2フェーズは 3GPP release 7 で示され、Evolved HSPA (英: HSPA+) と名付けられた。42Mbit/sのデータレートを達成している。ビームフォーミングやMIMO (Multiple-Input Multiple-Output communications) といったアンテナアレイ技術を導入している。ビームフォーミングとは、基地局のアンテナからの送信電力がユーザーの方向にビーム状になるようにする技法である。MIMOは送受信双方で複数のアンテナを使う技法である。HSPA+の実際の配備は2008年後半から始まった。
その後のリリースでデュアル搬送波運用が導入された。2つの5MHz搬送波を同時に使用する技法である。これにMIMOを組み合わせると、理想的な信号条件でのピーク転送レートは 84Mbit/s に達する。
その後ロードマップは 3GPP Release 8 で示された E-UTRA へと向かっている。このプロジェクトを Long Term Evolution (LTE) と呼ぶ。LTEでは当初から下り320Mbit/s、上り170Mbit/s を目指しており、OFDMAを変調方式に採用している。

## 採用例
2009年8月28日時点で、109カ国でHSDPAを採用した携帯電話網が250運用中である。そのうち169のネットワークが下り最大3.6Mbit/sまでをサポートしている。21Mbit/sや28Mbit/sをサポートするネットワークが増えつつある。2009年末までにHSDPAサポートを予定している業者もあり、オーストラリアでは2010年2月に初の42Mbit/s対応を予定している。テルストラはさらに2011年に84Mbit/sへの移行を計画している（デュアルセル＋MIMO）。2010年5月、インドネシアで第2位の携帯電話事業者 Indosat が DC-HSPA+ の42Mbit/sのネットワーク運用を開始した。他にも シンガポールの StarHub、香港のCSLが HSPA+ による42Mbit/sの運用を開始している。
CDMA2000-EV-DO方式のネットワークが性能ではHSDPAの先を行っており、日本のプロバイダーが高いベンチマーク値を示している。しかし、HSDPAを採用する業者が世界的に増えつつあり、状況は変わってきている。オーストラリアではテルストラが CDMA-EVDO のネットワークからHSDPAのネットワークに移行することを発表した。カナダでは Rogers Wireless が2007年4月1日からHSDPAシステムの配備を開始した。2008年7月には、ベル・カナダとテラスは共同でEV-DO/CDMAネットワークでHSDPAもサポートする計画を発表した。ベル・カナダはそのネットワーク運用を2009年11月4日に開始し、テラスは2009年11月5日に開始した。2010年1月、T-Mobile USA が HSDPA を採用した。

### ブロードバンド・モバイルとしてのマーケティング
2007年、パソコンでブロードバンドのモバイル接続として使うための HSDPA USBモデムが世界的に出回るようになった。また、固定電話回線の代替としてHSDPAを使用する機器（イーサネット、Wi-Fi、電話回線ポートなどを持つ）も登場している。ただし、無線の状態によっては理想的な最大転送レートを発揮できないので注意が必要である。